# Prestwick
Prestwick est une localité de South Ayrshire située sur la côte sud-ouest de l'Écosse, approximativement à 48 km au sud-ouest de Glasgow. Au recensement de 2001, la ville comptait 14934 habitants.

## Transports
Prestwick est desservi par l'aéroport de Glasgow-Prestwick.  L'aéroport est connu pour avoir accueilli Elvis Presley lors de son service militaire.

## Sports
La ville est réputée pour être le siège de l'Open Golf. Le premier championnat de l'Open Golf fut joué sur le terrain appelé "Prestwick Old Course" en 1860 et les deux premières compétitions de l'Open Golf furent également disputées là jusqu'en 1872 (il n'y eut pas de championnat  en 1871). La ville héberge également deux autres golfs : St. Nicholas et St. Cuthberts. St. Nicholas est un terrain de golf traditionnel qui s'étend sur la moitié sud de la ville.